# 村尾薩男

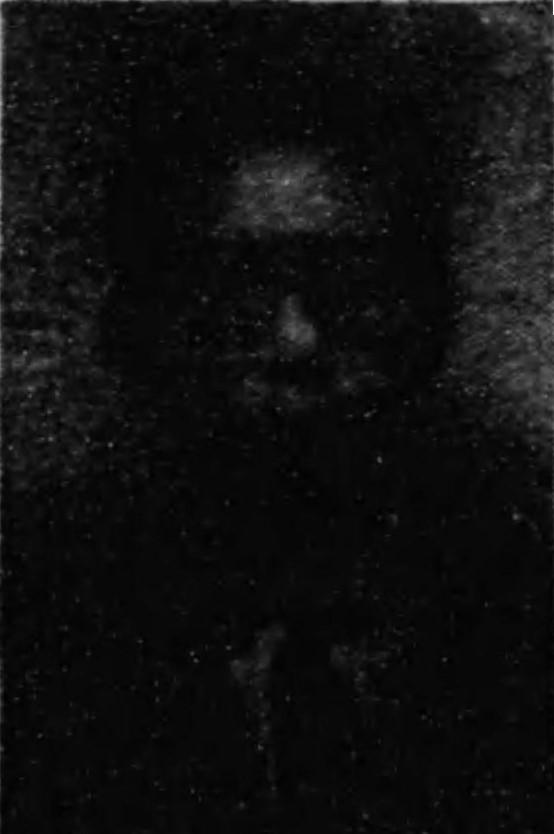
村尾薩男

村尾 薩男（むらお さつお、1902年（明治35年）8月25日 - 1970年（昭和45年）1月5日）は、昭和期の社会運動家、政治家、実業家。衆議院議員。

## 経歴
鹿児島県薩摩郡、のちの川内町（川内市を経て現薩摩川内市）で、鹿児島市の山形屋呉服店常務取締役の息子として生まれる。鹿児島県立第一鹿児島中学校（現鹿児島県立鶴丸高等学校）を経て第七高等学校造士館に入学。是枝恭二、喜入虎太郎らと文芸、哲学、社会問題の研究会を立上げ、ロシア飢饉救済運動にも加わった。1923年（大正12年）東京帝国大学文学部社会学科に進み、新人会に加入して活動したが、京都学連事件で検挙され、第1審で禁固1年の判決を受け、1926年（大正15年）1月に大学を中退した。
1925年（大正14年）9月ころ徳田球一の勧誘を受け日本共産党再建を進めていたコミュニストグループに加わった。グループの指示を受けて日本労働総同盟（総同盟）九州連合会の九州鉄工組合に加入し、連合会本部員として鉱山労働者の組織化を進め、また労働争議の指導を行った。1927年（昭和2年）5月、共産党関東地方委員長となり上京して、京浜地方の党組織活動の指導に当たった。1928年（昭和3年）4月8月に検挙され、獄中で水野成夫らと解党派（日本共産党労働者派）に加わり、1932年（昭和7年）4月に共産党を除名された。1943年（昭和18年）鹿児島に帰郷した。
1946年（昭和21年）4月の第22回衆議院議員総選挙で鹿児島県全県区から日本社会党公認で立候補して落選。1947年（昭和22年）4月の第23回総選挙で鹿児島県第1区から出馬して当選しし、衆議院議員に1期在任した。社会党鹿児島県支部連合会書記長などを務めた。その後、第24回総選挙、1953年（昭和28年）4月の第3回参議院議員通常選挙（鹿児島県地方区、右派社会党公認）に立候補したがいずれも落選した。
実業界では、枕崎造船所顧問を務め、鹿屋軽工業 (株) を設立して社長に就任した。